# Copelandia
El género Copelandia es un género de setas consistiendo en al menos 12 especies.  La mayoría tienen un tallo largo, delgado y frágil, y son delicados, creciendo en pastizales en musgales muertos, pastos secos, dunas, madera muerta, y en excrementos. Se hallan en trópicos y neotrópicos de ambos hemisferios. Este genus es un subgénero de Panaeolus creado por el Abate Giacomo Bresadola (1847-1929) en honor a Edwin Bingham Copeland (1873-1964), un estadounidense que trabajó con fungi en Filipinas y le envió algunas colecciones a Bresadola. Muchos micólogos estadounidenses ponen a miembros de Panaeolus con razas azules en Copelandia, mientras muchos micólogos europeos usan al genus Panaeolus a su vez. A este momento esos nombres de especies de ambos géneros son sinónimos.
Algunas especies de Copelandia se conocen por contener psilocina y psilocibina incluyendo a Copelandia affinis, Copelandia bispora, Copelandia cambodginiensis, Copelandia chlorocystis, Copelandia cyanescens, Copelandia lentisporus, Copelandia tirunelveliensis, Copelandia mexicana, Copelandia tropica, Copelandia tropicalis. 

## Lista de especies
- C. affinis (E.Horak)
- C. bispora (Malençon & Bertault) Singer
- C. cambodginiensis (Ola'h & R.Heim) Singer
- C. chlorocystis Singer & R.A.Weeks
- C. cyanescens (Berk. & Broome) Singer
- C. lentisporus (Ew.Gerhardt) Guzmán
- C. mexicana Guzmán
- C. tirunelveliensis Natarajan & Raman
- C. tropica Natarajan & Raman
- C. tropicalis (Ola'h) Singer & R.A.Weeks